# Суханова (Свердловская область)
Суханова — деревня в Слободо-Туринском районе Свердловской области России, входит в состав муниципального образования «Сладковское сельское поселение».

## Географическое положение
Деревня Суханова расположена в 26 километрах (по дорогам в 35 километрах) к северо-западу от села Туринская Слобода, на правом берегу реки Туры.

## Население
| 2002 | 2010 | 2021 |
| ---- | ---- | ---- |
| 73   | ↘56  | ↘44  |